# Henry Madin
Henry Madin (Verdun, Mosa, 7 d'octubre de 1698 - Versalles, 3 de febrer de 1748) fou un compositor francès d'origen irlandès. Desenvolupà a plaça de mestre de capella de l'església metropolitana de Tours, el 1737 la de la catedral de Rouen i el 1741 fou nomenat segon director de la capella reial. Com a recompensa als seus serveis, assolí el 1746 una canongia en la Col·legiata de Sant Quintí. Va compondre les misses titulades:
- Dico ego opera mea regi;
- Vivat pax;
- Velociter currit sermo ejus;
- Incipite Domino, totes escrites a 4 mans;
- els motets Diligam te i Natus in Judea, els quals manuscrits es trobaven en la Biblioteca Imperial de París, etc. També va escriure una obra didàctica molt deficient titulada: Traité du contrepoint simple (París, 1742).